# Auto-ID Labs
Auto-ID Labs — независимая сеть лабораторий и исследовательская группа в области сетевой радиочастотной идентификации и новых сенсорных технологий. Лабораториями управляет Совет директоров Auto-ID Labs, в который входят также директора по исследованиям. В настоящее время правление возглавляют профессор Санджай Сарма и профессор Элгар Флейш.

## История
Первая лаборатория Auto-ID является преемницей Центра авто-идентификации MIT, что был основан Кевином Эштоном, Дэвидом Броком, доктором Даниэлем Энгельсом, Санджай Сарма и Санни Сиу при финансирование Procter & Gamble, Gillette и ряда других мировых производителей потребительских товаров. Первая лаборатория была создана в 1999 году и ввела понятие Интернет вещей.

## Исследования
Темы исследований лабораторий вышли за рамки только RFID-исследований, и теперь также включают сенсорные сети и новые технологии зондирования. Лаборатории Auto-ID орентованы на исследование эволюции и применения систем RFID и других технологий Интернета вещей. Также усилия большого числа коллективов способствует созданию стандартов для Интернета вещей.

## Лаборатории
- MIT Auto-ID Lab, находится в Массачусетском технологическом институте, США[1][2];
- Кембриджская Auto-ID Lab, находится в Кембриджском университете, Великобритания[1][8];
- ETH Auto-ID Lab, находится в Университете Санкт-Галлена, Швейцария[1][9];
- Auto-ID Lab, находится в Университета Фудань, Китай[1];
- Auto-ID Lab, находится в университета Кэйо, Япония[1][10];
- KAIST Auto-ID Lab, находится в Корейском институте передовых технологий, Корея[1][11].